# Грејнџер (Вајоминг)
Грејнџер (енгл. Granger) град је у америчкој савезној држави Вајоминг.

## Демографија
По попису из 2010. године број становника је 139, што је 7 (-4,8%) становника мање него 2000. године.
| Група             | 2000.       | 2010.       |
| Белци             | 106 (72,6%) | 117 (84,2%) |
| Афроамериканци    | 0 (0,0%)    | 1 (0,7%)    |
| Азијати           | 0 (0,0%)    | 0 (0,0%)    |
| Хиспаноамериканци | 33 (22,6%)  | 21 (15,1%)  |
| Укупно            | 146         | 139         |